# ناتالیا کراچکووسکایا
ناتالیا کراچکووسکایا (روسی: Ната́лья Леони́довна Крачковская؛ ۲۴ نوامبر ۱۹۳۸ – ۳ مارس ۲۰۱۶) یک هنرپیشه اهل اتحاد جماهیر سوسیالیستی شوروی بود. وی بین سال‌های ۱۹۵۹ تا ۲۰۱۶ میلادی فعالیت می‌کرد.
از فیلم‌ها یا برنامه‌های تلویزیونی که وی در آن نقش داشته است می‌توان به مرشد و مارگاریتا اشاره کرد.